# Epaulettenmat
Een epaulettenmat is een vorm van mat waarbij de koning tegen de rand staat, wordt aangevallen door de vijandelijke dame, op twee velden afstand, en aan weerskanten wordt geblokkeerd door zijn eigen stukken, meestal torens. De meest voorkomende vorm is die waarbij de koning op de achterste rij tussen twee torens staat. Staat de matgezette koning op de a- of h-lijn, dan kunnen de blokkerende stukken ook pionnen zijn.
Een ander stuk (dame, loper of paard) kan ook blokkeren, maar alleen als het gepend is.

## Voorbeeldpartij
- Carlsen–Ernst, Wijk aan Zee 2004. De dertienjarige Magnus Carlsen bereikt een ongewoon "zijdelings" epaulettenmat tegen Sipke Ernst.